# Unionville (Carolina do Norte)
Unionville é uma cidade  localizada no estado norte-americano de Carolina do Norte, no Condado de Union.

## Demografia
Segundo o censo norte-americano de 2000, a sua população era de 4797 habitantes.
Em 2006, foi estimada uma população de 6996, um aumento de 2199 (45.8%).

## Geografia
De acordo com o United States Census Bureau tem uma área de
68,0 km², dos quais 67,9 km² cobertos por terra e 0,1 km² cobertos por água.

## Localidades na vizinhança
O diagrama seguinte representa as localidades num raio de 16 km ao redor de Unionville.